# 张中生
张中生（1952年11月—），山西省柳林县人，1969年7月参加工作，1975年2月加入中国共产党，中共中央党校函授本科学历。曾任中共吕梁市委常委，市政府副市长、党组成员。

## 仕途
1969年，担任中阳县粮食局保管员，历任粮站站长、粮油加工厂厂长。1983年，中阳县食品公司经理。1985年，中阳县工商局局长。1987年，中阳县财政局局长。1990年，中阳县副县长。1992年8月至1994年12月，中央党校函授学院政治专业学习。1993年，中阳县委常委、常务副县长。1995年，任中阳县委副书记、常务副县长。1996年，任中阳县委副书记、县长。1998年，升任中共中阳县委书记。
2003年，升任吕梁行署副专员、党组成员。2004年，任吕梁市政府副市长、党组成员；2009年，担任吕梁市委常委，市政府副市长、党组成员。2013年，辞去吕梁市人民政府副市长。

## 落马
2014年5月29日，据中央纪委监察部网站消息，山西省吕梁市原副市长张中生涉嫌严重违纪违法，接受组织调查，涉案金额高达25亿元以上，已知有11位煤炭富豪向其大额行贿，其因长期深耕吕梁官场，也被称之为“吕梁教父”。张中生是2014年山西官场地震中落马的众多厅级干部之一。
2015年12月，经山西省委批准，山西省纪委对吕梁市市委原常委、副市长张中生严重违纪问题进行了立案审查。
2016年1月，中共山西省委决定给予张中生开除党籍处分，取消退休待遇，将其犯罪线索移送司法机关。同月，山西省人民检察院依法以涉嫌受贿罪对张中生决定逮捕。
2018年3月28日，山西省临汾市中级人民法院依法对张中生案一审公开宣判，法院认定，张中生在中阳县、吕梁地区、吕梁市任职期间，利用职务之便为他人谋取不正当利益，受贿、索贿折合人民币共计10.4亿余元，另有1.3亿余元财产不能说明来源（涉案金额高达11.7亿余元）。法院认为，被告人的行为构成受贿罪、巨额财产来源不明罪，在十八起受贿犯罪事实中有两起的金额都在人民币2亿元以上，并主动索贿人民币8868万余元。被告人的行为影响了当地经济健康发展，案发后仍有赃款人民币3亿余元未退缴，中共十八大后仍不收敛不收手，情节十分严重，故依法以受贿罪判处张中生死刑，剥夺政治权利终身，并处没收个人全部财产，以巨额财产来源不明罪判处有期徒刑八年，决定执行死刑，剥夺政治权利终身，并处没收个人全部财产。同案犯李兰俊（张中生之妻，吕梁市政协原副主席）、刘年生（李兰俊的干弟弟，曾任吕梁某银行相关部门负责人）以洗钱罪分别被判处有期徒刑五年（监外执行）和有期徒刑三年、缓刑四年。张中生是中共十八大以来第二名被判处死刑且不缓期执行的落马官员，也是第一名单以经济犯罪被判处死刑的官员（之前被执行死刑的内蒙古自治区政协原副主席、自治区公安厅原厅长赵黎平的死刑罪名为故意杀人罪）。
2021年10月29日，山西省高级人民法院依法对张中生受贿、巨额财产来源不明上诉一案，二审公开宣判，对张中生判处死刑，缓期二年执行，剥夺政治权利终身，并处没收个人全部财产，在其死刑缓期执行二年期满依法减为无期徒刑后，终身监禁，不得减刑、假释。山西省高院认为，张中生认罪悔罪，到案后主动交代办案机关尚未掌握的大部分犯罪事实，其本人及家属积极配合赃款赃物追缴工作，涉案赃款赃物大部分追缴，其积极检举他人重大受贿犯罪线索，二审期间经查证属实，构成重大立功，具有法定、酌定从轻处罚情节，对其判处死刑，可不立即执行，同时，综合考量全案犯罪事实和情节，决定在其死刑缓期执行二年期满依法减为无期徒刑后，终身监禁，不得减刑、假释。法庭遂作出上述判决。张中生案审判长、山西省高级人民法院副院长杨宏在接受采访时表示，张中生与之前被判处死刑并已经执行的中国华融资产管理股份有限公司原党委书记、董事长赖小民并不相同：张中生犯罪数额特别巨大，但少于赖小民的受贿数额；张中生检举揭发的线索来源正当、所起作用较大、所破获案件罪行较重，可以对其从轻处罚；张中生及家属积极配合赃款赃物追缴工作，涉案赃款赃物大部分已被追缴；张中生认罪悔罪，主动交代办案机关尚未掌握的大部分犯罪事实，因此二审做出了改判。二审期间，有关部门对张中生检举他人的犯罪事实进行了大量的查证工作，还进行了涉香港财产的追缴工作，因此二审审理的周期较长。
有媒体分析认为，张中生从落马之初的拒不配合到一审宣判后的主动检举、主动退赃，这种态度上的变化是他得以“保命”的原因之一。从时间上判断，他所检举的省部级“老虎”可能是山西省人大常委会原副主任张茂才（2019年3月2日被查）、山西省委原副书记云公民（后任中国华电集团党组副书记、总经理，2019年10月24日被查）或山西省人民政府原副省长、省公安厅原厅长刘新云（2021年4月9日被查），当然也有可能是尚未公开的其他落马官员。但也有媒体认为，刘新云2018年才到山西任职，与张中生并无交集，张茂才的落马原因已经在之前的专题片《正风反腐就在身边》中有所透露，并非因有人检举揭发。